# Man in the Saddle
Man in the Saddle (bra: Terra do Inferno; prt: Duelo na Montanha) é um filme norte-americano de 1951, do gênero faroeste, dirigido por Andre DeToth e estrelado por Randolph Scott e Joan Leslie.
Man in the Saddle é notável, não só por ser a primeira colaboração entre Randolph Scott e o produtor Harry Joe Brown, como também pela magnífica fotografia noturna e a longa e violenta luta a socos entre Scott e John Russell.

## Sinopse
O rancheiro Owen Merritt perde a noiva Laurie para o rico vizinho Will Isham. Quando este é assassinado, as suspeitas recaem sobre Owen, que foge para as montanhas e trata de limpar o nome. Após sangrenta luta com o pistoleiro Hugh Clagg e muitos tiros disparados, ele encontra consolo nos braços da professora Nan Melotte.

## Elenco
| Ator/Atriz               | Personagem     |
| ------------------------ | -------------- |
| Randolph Scott           | Owen Merritt   |
| Joan Leslie              | Laurie Isham   |
| Ellen Drew               | Nan Melotte    |
| Alexander Knox           | Will Isham     |
| Richard Rober            | Fay Dutcher    |
| John Russell             | Hugh Clagg     |
| Alfonso Bedoya           | Cultus Charley |
| Guinn 'Big Boy' Williams | Bourke Prine   |
| Clem Bevans              | Pay Lankershim |
| Cameron Mitchell         | George Vird    |
| Richard Crane            | Juke Vird      |
| Frank Sully              | Lee Repp       |